# シニャンガ
シニャンガ（スワヒリ語: Shinyanga）は、タンザニア北部の都市。人口は約10万人（2012年）。シニャンガ州の州都である。最も近い大都市はムワンザで、道路で南東に175 kmの地点にある。また、首都ドドマからは道路で北西に475 kmの地点にある。タンザニア中央鉄道がムワンザからシニャンガを通って南のタボラとを結んでいる。